# Яцук, Виктор Петрович
Ви́ктор Петро́вич Яцу́к (17 августа 1953, Верхнеозёрский, Воронежская область — 23 июля 2012, Екатеринбург) — советский и российский актёр театра и кино.

## Биография
Родился в посёлке Верхнеозёрском Таловского района Воронежской области. Вскоре семья переехала в город Североуральск Свердловской области, где Виктор с братом-близнецом Вадимом посещали художественную самодеятельность в местном Доме культуры.
В 1974 году вдвоём с братом поступили в Свердловское театральное училище на курс Е. Н. Агурова, по окончании которого в 1978 году были приняты в труппу Оренбургского областного драматического театра имени М. Горького. В 1984—1987 годах работал в Сахалинском областном драмтеатре имени А. П. Чехова, а в 1987—1993 годах — в Кокчетавском областном драматическом театре.
С 1993 года был актёром Театра на Покровке в Москве.
В кино дебютировал в 2000 году в телесериале «Дальнобойщики», часто играл вместе со своим братом-близнецом Вадимом.
В последние годы жизни тяжело болел.
Скончался 23 июля 2012 года в Екатеринбурге.
Похоронен в посёлке Калья Североуральского городского округа Свердловской области.

### Семья
- Брат-близнец — Вадим Петрович Яцук (1953—2015), актёр.

## Работы в театре
Театр на Покровке
- «Гамлет» У. Шекспира — Розенкранц
- «Горе от ума» А. Грибоедова — Г. D.
- «Дикарка» А. Островского и Н. Соловьёва — Сысой Панкратьевич
- «Кабала святош» Ж.-Б. Мольера — брат Верность
- «На дне» М. Горького — Клещ
- «Пастух» А. Максимова — грузинский товарищ
- «По щучьему велению…» по русской народной сказке
- «Ревизор» Н. Гоголя — Бобчинский
- «Ревность» — поручик Иванов, прислуга
- «Старший сын» А. Вампилова — Сосед
- «Таланты и поклонники» А. Островского — Григорий Антоныч Бакин
- «Уроки музыки» Л. Петрушевской — Иванов
- «Царевна-Лягушка» по русской народной сказке

## Фильмография
| Год  |   | Название                        | Роль                                                     |
| ---- | - | ------------------------------- | -------------------------------------------------------- |
| 2000 | ф | Дальнобойщики                   | дальнобойщик Пётр Марчук                                 |
| 2003 | ф | Капитан Правда                  | дядя Миша                                                |
| 2003 | ф | Люди и тени-2. Оптический обман | эпизод                                                   |
| 2004 | ф | Дальнобойщики 2                 | дальнобойщик Пётр Марчук                                 |
| 2007 | ф | Оплачено смертью                | 2-й одуванчик                                            |
| 2008 | ф | Общая терапия                   | брат-близнец Сергей Иванович Вихров, пациент по договору |
| 2010 | ф | Найди меня                      | Миша, охранник на аттракционах                           |